# Dinocrana chrysomitra
Dinocrana chrysomitra är en fjärilsart som beskrevs av Turner 1933. Dinocrana chrysomitra ingår i släktet Dinocrana och familjen bronsmalar. Inga underarter finns listade i Catalogue of Life.